# لوچ ترکمنی
Schistura sargadensis  (نام‌های دیگر  : Turkmenian loach، Nemachilus sargadensis, Nemacheilus sargadensis)نام گونه‌ای ماهی است.

## خصوصیات کلیدی
D.III۶-۷ A.II۵ V.۱۷
بدن لخت، طول استاندارد ۶-۹ برابر ارتفاع بدن و ۵-۴ برابر طول سر، فاصله بین باله‌های سینه‌ای و شکمی دو برابر طول ساقه دمی.طول ساقه دمی ۶/۱-۲/۲ برابر حداقل ارتفاع بدن، باله شکمی زیر ابتدای باله پشتی و غالباً به مخرج می‌رسد.یک لکه تیره زیر اولین شعاع باله پشتی دیده می‌شود.یک ردیف از لکه‌های تیره در امتداد خط جانبی در جوانترها و لکه‌های قهوه‌ای بی رنگ در پهلوها در بالغ‌ها دیده می‌شود.
اندازه: حداکثر طول ۶۰میلیمتر.

## زیستگاه
چشمه‌ها و رود خانه‌ها ی با بستر قلوه سنگی و ماسه‌ای.

## غذا
بی مهرگان بستر رودخانه‌ها و چشمه‌ها.

## تولید مثل
فصل بهار.

## اهمیت اقتصادی
ارزش زیبایی‌شناسی و نگهداری در آکواریوم دارد.

## پراکنش
حوضه رودخانه‌های مشکید، هامون جازموریان و حوضههای بجستان، کرمام، نائین، لوت و سیرجان.